# Werner Kaufmann-Bühler
Werner Kaufmann-Bühler (* 1936 in Heidelberg) ist ein ehemaliger deutscher Botschafter.

## Leben
Von 1954 bis 1958 studierte Kaufmann-Bühler Rechtswissenschaft und Volkswirtschaft an den Universitäten zu Heidelberg und Bonn, die er 1958 und 1962 mit dem ersten und zweiten juristischen Staatsexamen abschloss. In der Folge war er Wissenschaftliche Hilfskraft am Lehrstuhl für Wettbewerbsrecht bei Professor Wolfgang Hefermehl.
1963 wurde Kaufmann-Bühler in Heidelberg zum Doktor der Rechtswissenschaften promoviert. Von 1962 bis 1966 war er im Verwaltungsdienst des Landes Baden-Württemberg beschäftigt. 1966 trat er in den Auswärtigen Dienst. Im Auswärtigen Amt in Bonn wurde er von 1966 bis 1968 und 1973 bis 1977 im Referat für Völkerrecht eingesetzt.
Von 1981 bis 1985 und 1990 bis 1993 war Kaufmann-Bühler im Referat für europäische Einigung tätig. Dazwischen leitete er von 1985 bis 1990 den Wirtschaftsdienst der Botschaft in Tokio. Von 1993 bis 1996 leitete er die Unterabteilung für europäische Einigung.
Von 1968 bis 1970 war Kaufmann-Bühler am Konsulat in Lüttich und von 1970 bis 1973 in Santiago de Chile akkreditiert. Von 1977 bis 1981 war er in der Ständigen Vertretung bei der OECD in Paris eingesetzt und von 1996 bis 2001 leitete er diese als Botschafter und Ständiger Vertreter. 
Von 1974 bis 1977 war Kaufmann-Bühler Mitglied der Deutschen Delegation bei der dritten Seerechtskonferenz der Vereinten Nationen in New York City. Ebenso war er Mitglied der deutschen Delegation bei den KSZE-Überprüfungskonferenzen 1979 in La Valletta und 1981 in Madrid, sowie von 1990 bis 1992 bei der EG-Regierungskonferenz für den Vertrag von Maastricht. 1996 gehörte er der Reflexionsgruppe zur Vorbereitung des Vertrages von Amsterdam an.
Er unterzeichnete für die Regierung der Bundesrepublik Deutschland die OECD-Konvention gegen Bestechung ausländischer Amtsträger.
Kaufmann-Bühler ist verheiratet und Vater von zwei Töchtern.